# الحدادة التقليدية بالمغرب
الحدادة التقليدية أو الحدادة الفنية، هي صناعة تقليدية يدوية عريقة منتشرة في المغرب، تمارس عادة في المدن العتيقة المغربية، ويعرف مكان ممارسة هذه الصنعة بسوق الحدادين. يهتم المغرب بتطوير هذه الصناعة كموروث ثقافي. تنتج هذه الصناعة الفوانيس والثريات والشبابيك والأبواب وغيرها من الأدوات الحديدية.

## التقنيات
تتطلب حرفة الحدادة التقليدية بالمغرب مصدرا للطاقة عادة ما يكون الفحم الحجري أو الغز الطبيعي، بالإضافة إلى العديد من الأدوات مثل المطرقة، والسندان، والزردية ذات المقبض الطويل لتحريك المواد الساخنة، وآلات الضغط، والمبرد، و الملهب لتحريك الهواء، والكير لشفط الهواء، والمهبش كملقاط، والمقدح الشبيه بالقوس، والسهم لثقب الحديد، والمسمار الكبير المسطح الرأس، والمنشار اليدوي، والقدوم الشبيه بالفأس الصغير، والقالب والجالوال وهي عبارة عن كرة حديد بها فتحة لحفظ المسامير الكبيرة.
تعتبر الحدادة التقليدية بالمغرب من الحرف الشاقة، حيث تتطلب تطويع الحديد وتمديده وثقبه وتجعيده وليه وتلحيمه وتجميع أجزائه وتنعيمه وتلميعه وصباغته. 

## المنتجات
- الأدوات المهنية مثل المحراث والمنجل والمعول وصفائح الخيل والفؤوس والبالة والعتلة والمطارق والسلالم.[3]
- الأثاث المنزلي مثل الديكور والرفوف والشبابيك المستعملة في النوافذ والأبواب [3]
- الأسلحة مثل السيوف والخناجر [3]
- الديكورات الفنية الحديثة [3]

## التاريخ
اشتهر المغاربة بحرفة الحدادة التقليدية في المدن العتيقة مثل فاس ومكناس ومراكش وسلا، حيث كانت تصنع الأدوات المعدنية النفعية الأساسية، ثم تطورت هذه الحرفة لتتخصص في صناعة الديكورات الفنية.